# Segundo gobierno de Juan Vicente Herrera
El segundo gobierno de Juan Vicente Herrera fue el ejecutivo de Castilla y León entre el 4 de julio de 2003 y el 3 de julio de 2007, durante la VI legislatura de las Cortes de Castilla y León. Estuvo presidido por Juan Vicente Herrera.

## Historia
Tras vencer en las elecciones a las Cortes de Castilla y León de 2003, Juan Vicente Herrera fue investido presidente de la Junta de Castilla y León el 2 de julio de 2003 para un nuevo mandato. Anunció la composición de su gobierno el 3 de julio siguiente.

### Inicial
| Función                                                             | Nombre                             | Partido | Partido |
| ------------------------------------------------------------------- | ---------------------------------- | ------- | ------- |
| Presidente                                                          | Juan Vicente Herrera               |         | PP      |
| Consejero de la Presidencia y de las Administraciones territoriales | Alfonso Fernández Mañueco          |         | PP      |
| Consejera de Hacienda                                               | Pilar del Olmo Moro                |         | PP      |
| Consejero de Economía y Empleo                                      | Tomás Villanueva Rodríguez         |         | PP      |
| Consejero de Fomento                                                | Antonio Silván Rodríguez           |         | PP      |
| Consejero de la Agricultura y Ganadería                             | José Valín Alonso                  |         | PP      |
| Consejera de Medio ambiente                                         | María Jesús Ruiz Ruiz              |         | PP      |
| Consejero de Sanidad                                                | César Antón Beltrán                |         | PP      |
| Consejera de Familia e Igualdad de oportunidades                    | Rosa Valdeón                       |         | PP      |
| Consejero de Educación                                              | Francisco Javier Álvarez Guisasola |         | PP      |
| Consejera de Cultura y Turismo                                      | Silvia Clemente Municio            |         | PP      |

### Reestrcuturación del 13 de octubre de 2004
- Los nuevos consejeros se indican en negrita, aquellos que han cambiado atribuciones en cursiva.[2][3][4]

| Función                                               | Nombre                                     | Partido | Partido |
| ----------------------------------------------------- | ------------------------------------------ | ------- | ------- |
| Presidente                                            | Juan Vicente Herrera                       |         | PP      |
| Vicepresidenta primera                                | María Jesús Ruiz Ruiz                      |         | PP      |
| Vicepresidente segundo Consejero de Economía y Empleo | Tomás Villanueva Rodríguez                 |         | PP      |
| Consejero de Presidencia y Administración territorial | Alfonso Fernández Mañueco                  |         | PP      |
| Consejera de Hacienda                                 | Pilar del Olmo Moro                        |         | PP      |
| Consejero de Fomento                                  | Antonio Silván Rodríguez                   |         | PP      |
| Consejero de Agricultura y Ganadería                  | José Valín Alonso                          |         | PP      |
| Consejero de Medio Ambiente                           | Carlos Javier Fernández Carriedo           |         | PP      |
| Consejero de Sanidad                                  | César Antón Beltrán                        |         | PP      |
| Consejera de Familia e Igualdad de oportunidades      | Rosa Valdeón (hasta el 15 de junio de 007) |         | PP      |
| Consejero de Educación                                | Francisco Javier Álvarez Guisasola         |         | PP      |
| Consejera de Cultura y Turismo                        | Silvia Clemente Municio                    |         | PP      |